# Маркос Спенсер
Маркос Дуглас Спенсер Еррера (ісп. Marcos Douglas Spencer Herrera; нар. 4 жовтня 1926, Анкон, Еквадор — пом. 27 вересня 2008) — еквадорський футболіст, який грав на позиції нападника.

## Футбольна кар'єра
Маркос Спенсер народився в місті Анкон в Еквадорі. у 1946 році він розпочав виступи на футбольних полях у складі клубу «Панама Спортінг Клуб». На початку 1951 року він перейшов до складу клубу «Еверест», у складі якого грав до 1959 року, після чого завершив виступи на футбольних полях.
У 1949 році Маркос Спенсер грав у складі збірної Еквадору на чемпіонаті Південної Америки 1949 року, на якому провів 4 матчі.
Помер Маркос Спенсер 27 вересня 2008 року.

## Особисте життя
Брати Маркоса Спенсера Альберто і Хорхе також були футболістами.